# Cryptocolliuris
Cryptocolliuris is een geslacht van kevers uit de familie van de loopkevers (Carabidae). De wetenschappelijke naam van het geslacht is voor het eerst geldig gepubliceerd in 1955 door Pierre Basilewsky.

## Soorten
Het geslacht Cryptocolliuris is monotypisch en omvat slechts de volgende soort:
- Cryptocolliuris pantosi Basilewsky, 1955